# 百間領
百間領（もんまりょう）は、近世における武蔵国埼玉郡の地域名（領名）である。
『新編武蔵風土記稿』には百間村、百間四ヶ村請新田、中村、東村、中島村、蓮谷村、国納村、久米原村、須賀村、和戸村、徳力村、小溝村、九人組新田、藤助新田、新方袋村、内牧村、梅田村、吉羽村、西村、吉羽西村新田、大田袋村、太田新井村、上野田村、下野田村、彦兵衛新田、爪田ヶ谷村、高岩村の27村の名が見える。
現在の南埼玉郡宮代町、春日部市の一部、さいたま市岩槻区の一部、白岡市の一部、久喜市の一部に相当する。